# Говард Шор
Го́вард Ле́слі Шор (англ. Howard Leslie Shore; нар. 18 жовтня 1946, Торонто) — канадський композитор, найбільш відомий своєю музикою для фільмів. Автор музики для понад 80 фільмів, з-поміж яких найбільшої слави набули його праці для трилогії «Володар перснів», які було оцінено трьома «Оскарами». Шор із 1979 року послідовно співпрацює з режисером Девідом Кроненберґом.
Говард Шор також пише опери. Свою першу оперу ««Муха»» він написав на основі сюжету однойменного фільму Кроненберґа, її було поставлено в паризькому театрі Шатле 2 липня 2008 року.
Окрім трьох «Оскарів», Говарда Шора тричі було нагороджено Золотим глобусом і три рази премією Греммі. Він є дядьком композитора Раяна Шора.

## Фільмографія
- 1978 — I Miss You, Hugs and Kisses
- 1979 — Виводок / The Brood
- 1981 — Сканнери / Scanners
- 1983 — Відеодром / Videodrome
- 1984 — Nothing Lasts Forever
- 1985 — Позаурочний час / After Hours
- 1986 — Fire with Fire
- 1986 — Муха / The Fly
- 1987 — Небеса(інші мови) / Heaven
- 1987 — Надін(інші мови) / Nadine
- 1988 — Переїзд(інші мови) / Moving
- 1988 — Зв'язані до смерті / Dead Ringers
- 1988 — Великий / Big
- 1991 — Поцілунок перед смертю / A Kiss Before Dying
- 1991 — Голий ланч / Naked Lunch
- 1991 — Мовчання ягнят / The Silence of the Lambs
- 1993 — М. Баттерфляй / M. Butterfly
- 1993 — Місіс Даутфайр / Mrs. Doubtfire
- 1993 — Філадельфія / Philadelphia
- 1994 — Без дурнів / Nobody's Fool
- 1994 — Ед Вуд / Ed Wood
- 1994 — Клієнт / The Client
- 1995 — Сім / Se7en
- 1995 — Тягар білої людини / White Man's Burden
- 1996 — Автокатастрофа / Crash
- 1996 — Те, що ти робиш! / That Thing You Do!
- 1997 — Поліцейські / Cop Land
- 1997 — Гра / The game
- 1998 — Його гра / He Got Game
- 1999 — Глорія / Gloria
- 1999 — Екзистенція / Existenz
- 1999 — Аналізуючи це / Analyze this
- 1999 — Догма / Dogma
- 2000 — Ярди / The Yards
- 2001 — Ведмежатник / The Score
- 2001 — Володар перснів: Братерство персня / The Lord of the Rings: The Fellowship of the Ring
- 2002 — Банди Нью-Йорка / Gangs of New York
- 2002 — Павук / Spider
- 2002 — Володар перснів: Дві вежі / The Lord of the Rings: The Two Towers
- 2003 — Володар перснів: Повернення короля / The Lord of the Rings: The Return of the King
- 2004 — Авіатор / The Aviator
- 2005 — Виправдана жорстокість / A History of Violence
- 2006 — Відступники / The Departed
- 2007 — У кожного своє кіно / Chacun son cinéma
- 2007 — Остання Мімзі всесвіту / The Last Mimzy
- 2007 — Східні обіцянки / Eastern Promises
- 2008 — Сумнів / Doubt
- 2010 — На межі темряви / Edge of Darkness
- 2010 — Сутінки. Сага: Затемнення / The Twilight Saga: Eclipse
- 2011 — Небезпечний метод / A Dangerous Method
- 2011 — Хранитель часу / Hugo
- 2012 — Космополіс / Cosmopolis
- 2012 — Хоббіт: Несподівана подорож / The Hobbit: An Unexpected Journey
- 2013 — Джиммі Пікар(інші мови) / Jimmy P: Psychotherapy of a Plains Indian
- 2013 — Вовк з Уолл-стріт / The Wolf of Wall Street
- 2013 — Хоббіт: Пустка Смога / The Hobbit: The Desolation of Smaug
- 2014 — Зоряна карта / Maps to the Stars
- 2014 — Трояндова вода(інші мови) / Rosewater
- 2014 — Хоббіт: Битва п'яти воїнств / The Hobbit: The Battle of the Five Armies
- 2015 — У центрі уваги / Spotlight
- 2016 — Заперечення(інші мови) / Denial
- 2018 — Шпигунська гра / The Catcher Was a Spy
- 2019 — Пісня імен / The Song of Names
- 2020 — Le prince oublié
- 2020 — Фрагменти жінки / Pieces of a Woman
- 2020 — Кумедний хлопець(інші мови) / Funny Boy
- 2022 — Злочини майбутнього / Crimes of the future
- 2022 — Володар перснів: Персні влади / Lord of the Rings: Rings of Power
- 2022 — Блідо-блакитне око / The Pale Blue Eye
- 2024 — Саван / The Shrouds